# 兎月山羊
兎月 山羊（うづき やぎ、1983年 - ）は日本のライトノベル作家。静岡県出身。

## 経歴・人物
工業高校を経て大学に進学。その後技術者として働くかたわら小説を投稿しはじめ、2010年に行なわれた第17回電撃大賞小説部門にて、投稿作であった『アンチリテラルの数学』が銀賞を受賞し、翌年の2011年に同作を改題・改稿した『アンチリテラルの数秘術師』で電撃文庫より作家デビューした。デビュー作の帯には鎌池和馬が推薦文を寄稿している。
理工系の世界で生きてきたため「若者の科学離れ」といわれる風潮を悲しんでおり、受賞に際して行なわれたインタビューにて、「読者の皆さんにメッセージを」と促された際には、「本作を通じて、もしも科学の楽しさに触れていただけたなら幸いです。」と答え、また『アンチリテラルの数秘術師』1巻の「あとがき」では「学生の読者の方にはぜひ本作の粗を探し出すために、理数の教科書を熟読していただきたいと期待する気持ちがあったりもします(笑)」「科学技術の世界は、面白いことがいっぱいですよ。」と書くなどしている。
好きなマイコンは3048Fであり、好きな電子回路はHブリッジ回路であるらしい。本人は「変態技術者」と自身の理工系趣味をネタにする。
小説の執筆というのが最大の趣味であるという。

## 作品

### 単行本
- アンチリテラルの数秘術師（電撃文庫、イラスト：笹森トモエ） 全5巻
- ラストセイバー（電撃文庫、イラスト：荻pote） 全3巻
- ザ・ブレイカー（電撃文庫、イラスト：ニリツ） 既刊3巻 以下続刊
- 正しいセカイの終わらせ方――黒衣の剣士、東京に現る――（電撃文庫、イラスト：ニリツ、2017年8月）

### 寄稿
- 『アンチリテラルの数秘術師 ウサギとかくれんぼ（モエモエ・ハイド&シーク）』 (『電撃文庫MAGAZINE』2011年11月号) 掲載
- 『アンチリテラルの数秘術師 高貴なる振袖（）』 (『電撃文庫MAGAZINE]』2012年1月号) 掲載
- 『ガール・アンド・マーダー』（『電撃コラボレーション 終わらない夏を終わらせる五つの方法』電撃文庫MAGAZINE文庫、2013年8月[3]）
- 『あとがき② ありふれた夏の日』（同上）
- 『ザ・ブレイカー [ある雨の日の復讐劇]』 (『電撃文庫MAGAZINE』2015年9月号) 掲載
- 『正しいセカイの終わらせ方 メリア異常存在被害調査報告書』 (『電撃文庫MAGAZINE』2017年7月号) 掲載